# Стара Гия
Стара Гия́ (рос. Старая Гыя) — присілок у складі Кезького району Удмуртії, Росія.

## Населення
Населення — 233 особи (2010; 327 в 2002).
Національний склад станом на 2002 рік:
- удмурти — 91 %

## Урбаноніми
- вулиці — Гагаріна, Молодіжна, Нова, Саватеєвська, Центральна
- провулки — Гагаріна